# La Chapelle (Charente)
La Chapelle è un comune francese di 192 abitanti situato nel dipartimento della Charente, nella regione della Nuova Aquitania.

## Società

### Evoluzione demografica
Abitanti censiti